# NGC 1076
NGC 1076 (również PGC 10313) – galaktyka spiralna (S0-a), znajdująca się w gwiazdozbiorze Wieloryba. Odkrył ją Lewis A. Swift 29 grudnia 1885 roku.